# Galerie Willems (Hasselt)
Galerie Willems is een winkelgalerij aan de Demerstraat in de Belgische stad Hasselt.
Het complex naar een ontwerp van de architect Leon Moors dateert uit 1960 en bestaat uit een overdekte passage met 15 winkels die een verbinding vormt tussen de Demerstraat en de Minderbroedersstraat. Naast de 15 winkels is er een feestzaal op de eerste verdieping en op de bovengelegen verdiepingen zijn acht appartementen. Het complex is gelegen op een perceel van 680 m². 
Initiatiefnemer voor het complex was Paul Willems, die een meubelzaak had aan de Demerstraat met een aangrenzende werkplaats aan de Minderbroedersstraat. Begin 1959 ontstond het idee voor het bouwen van een galerie in het kader van de uitbreiding van de stad en het winkelgebied. De architect Leon Moors kreeg de opdracht tot het ontwerp en in juli 1959 begon het Hasseltse bouwbedrijf Willems met de bouw van de winkelgalerij. De overdekte winkelstraat bestaat uit twee 2,8 meter brede doorgangen van 35 meter lang vanuit de Demerstraat en 29 meter lang vanuit de Minderbroedersstraat. Aan de winkelstraat waren oorspronkelijk 15 winkeleenheden met een oppervlakte van 20 tot 30 m² met elk twee etalages, welke volledig onderkelderd waren. Op de verdieping was een feestzaal van 16 bij 9 meter met een aangrenzende bar van 48 m². In de kelder bevond zich een keuken, waar het voedsel voor de feestzaal bereid kon worden en middels een voedsellift naar boven werd gebracht. Het complex telt voorts nog 8 appartementen die bereikbaar zijn met een lift. In 1982 kreeg de galerij een opknapbeurt.